# Stěžerov
Stěžerov (německy Fischern) je samota, část městyse Hořice na Šumavě v okrese Český Krumlov. Nachází se asi 2 km na sever od Hořic na Šumavě. Je zde evidována jedna adresa.
Stěžerov leží spolu s Provodicemi v katastrálním území Svíba o výměře 3,95 km². Zaniklá vesnice Svíba, po níž je katastrální území pojmenováno, leží však mimo něj, v katastrálním území Polná na Šumavě sousední obce. 

## Historie
První písemná zmínka pochází z roku 1440. Stěžerov byl osadou obce Svíba. V roce 1930 zde žilo 52 obyvatel a stálo 6 domů. V letech 1950 až 2007 nebyl Stěžerov jako osada uváděn. Od 1. ledna 2008 je Stěžerov částí obce Hořice na Šumavě.

## Další fotografie

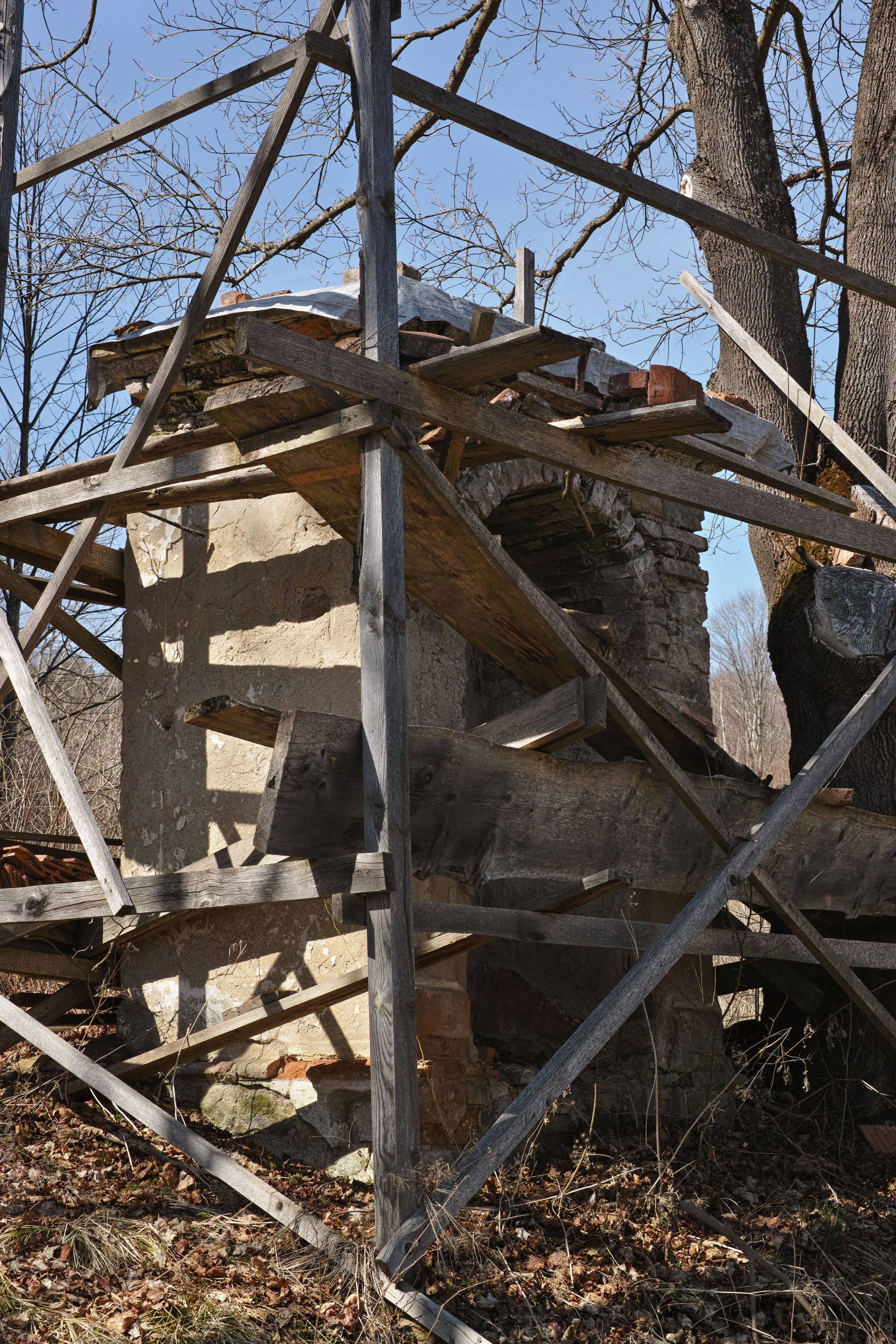
Kaple
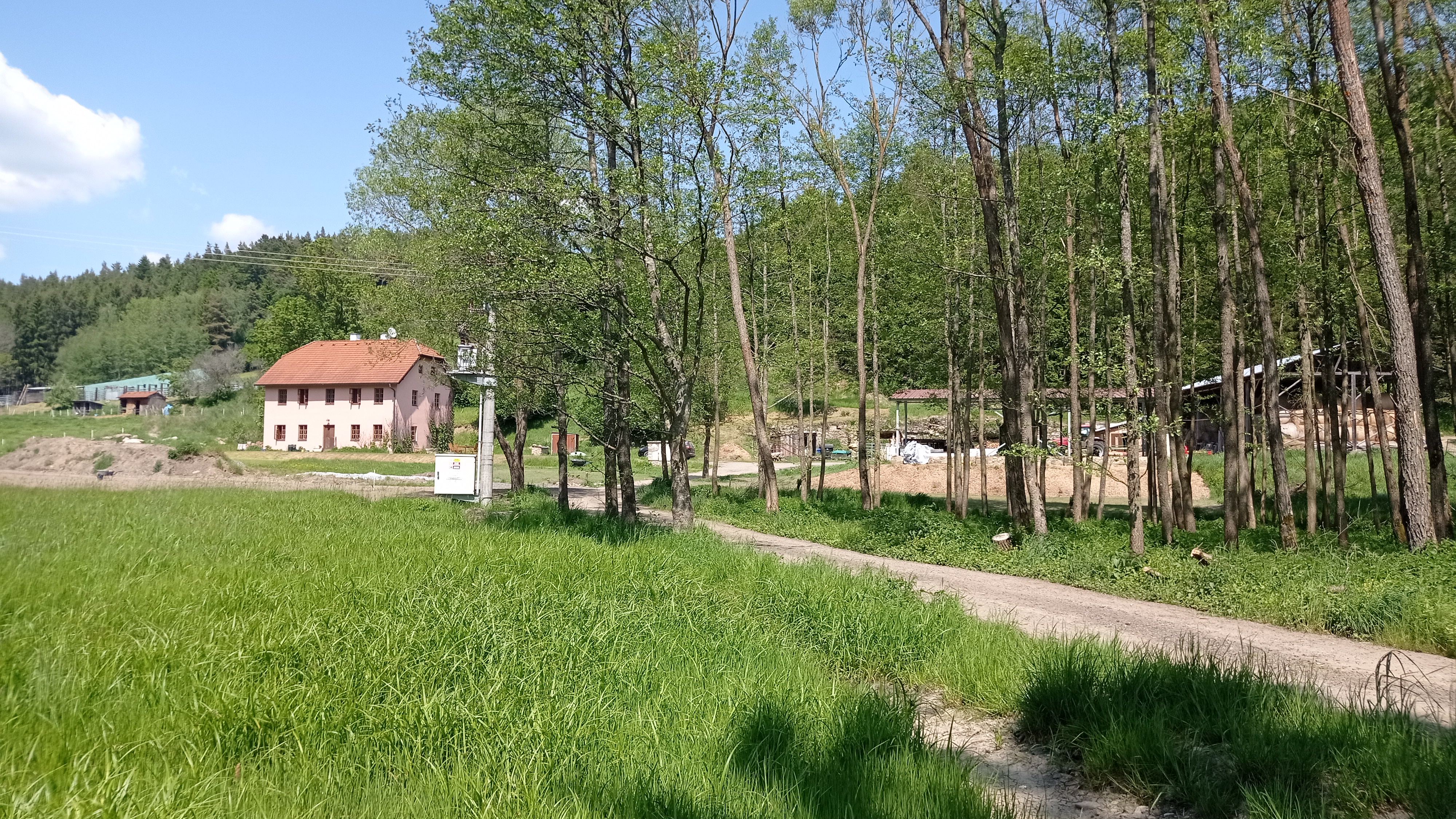
Dům čp. 2
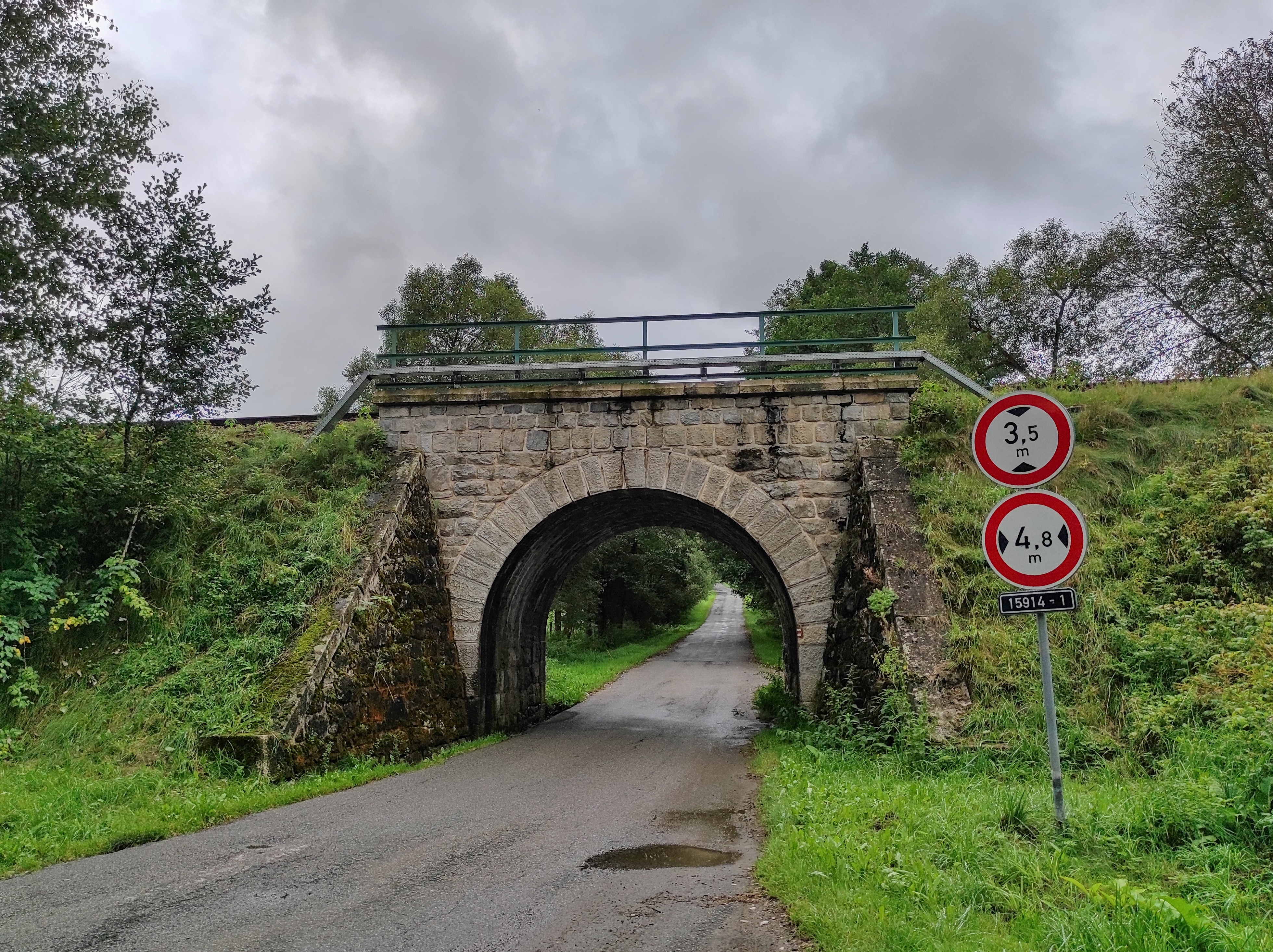
Viadukt
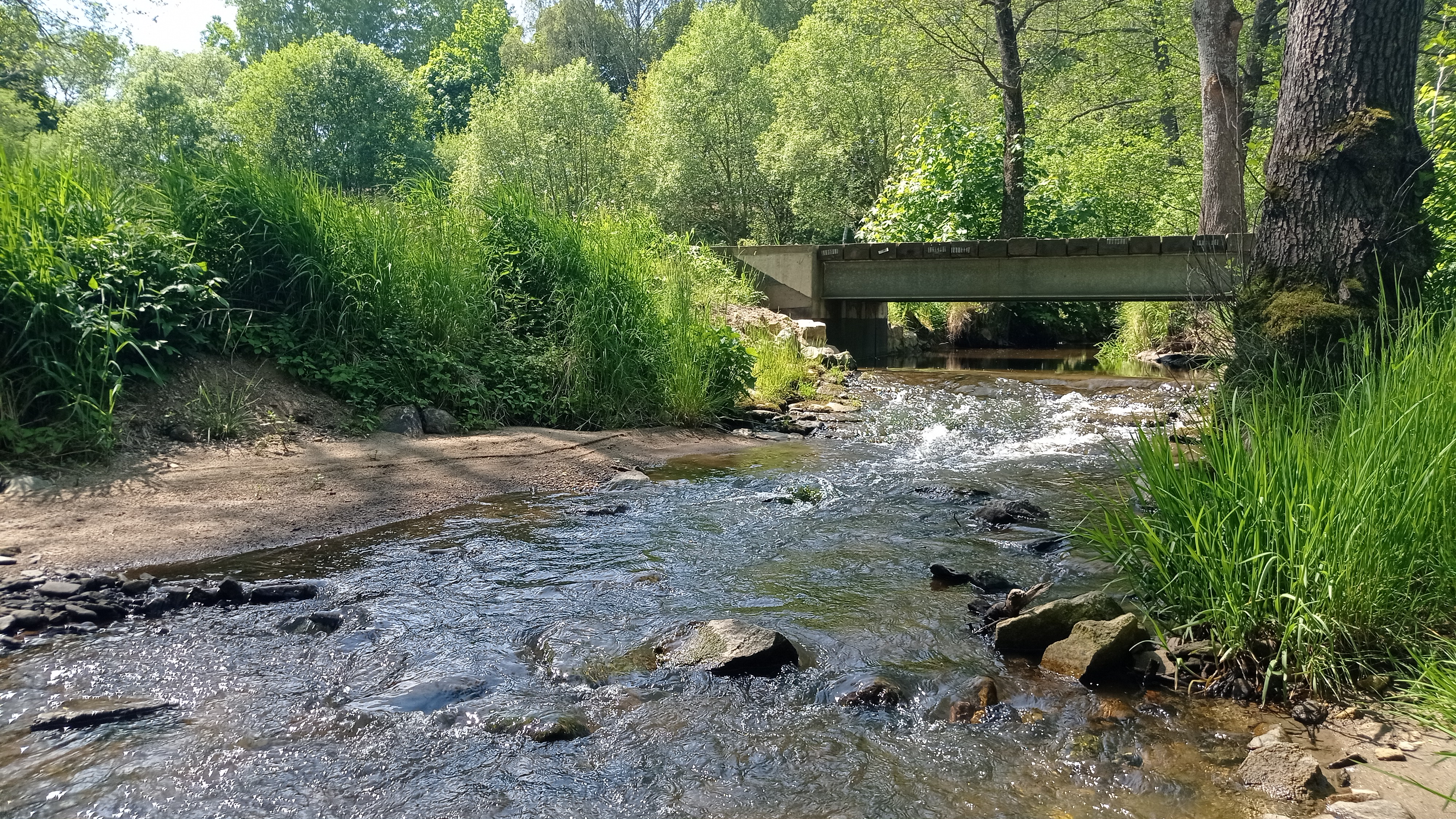
Potok Polečnice

## Památky a zajímavosti
- Nad zbořeným statkem U Plchů se zachiovala výklenková kaple.
- V blízkosti osady vede železniční trať z Českých Budějovic do Černého Kříže a u Stěžerova vede po kamenném nadjezdu.